# Hospes tomentosus
Hospes tomentosus är en skalbaggsart som beskrevs av Schmidt 1922. Hospes tomentosus ingår i släktet Hospes och familjen långhorningar. Inga underarter finns listade i Catalogue of Life.